# ماریا میلوسلاوسکایا
ماریا میلوسلاوسکایا (به روسی: Мари́я Ильи́нична) (۱۱ آوریل ۱۶۲۴ – ۱۳ مارس ۱۶۶۹) نخستین همسر الکسی یکم و تزاریتسا روسیه تزاری از سال ۱۶۴۸ تا ۱۶۶۹ میلادی بود. او همچنین مادر نهمین و دهمین تزار روسیه یعنی فیودور سوم و ایوان پنجم بود.

## زندگی‌نامه
ماریا ایلینیچنا میلوسلوسکایا (به روسی: Мари́я Ильи́нична Милосла́вская) دختر کوچک ایلیا دانیلوویچ میلوسلاوسکی (درگذشت: ۱۶۶۸) و اکاترینا فئودورونا ناربیکووا بود که در ۱۱ آوریل [سبک قدیمی: ۱ آوریل] ۱۶۲۴ در مسکو به دنیا آمد. او متعلق به خاندان اشرافی میلوسلاوسکی بود که در سدهٔ چهاردهم میلادی از لهستان به روسیه آمدند. پدر ماریا یکی از بستگان و طرفداران بویار بوریس موروزوف، معلم بانفوذ و محبوب تزار الکسی یکم بود.
در سال ۱۶۴۷، تزار الکسی که به سن ازدواج رسیده بود، یک عروس‌نشان مشهور برپا کرد که ۲۰۰ دختر در آن حاضر گشتند و در نهایت ۶ نفر نامزد شدند. اما مراسم توسط بوریس موروزوف که قدرت زیادی در دربار داشت، مختل شد؛ زیرا او قصد داشت با ترتیب دادن وصلت تزار با ماریا دختر ایلیا و سپس ازدواج خودش با دختر دیگری از او به نام آنا، با تزار خویشاوند شود. موروزوف به آرایشگر عروسِ منتخب رشوه داد و او در مراسم نام‌گذاری عروس تزار، موهای دختر را چنان محکم کشید که بیهوش شد و پزشک قصر که او هم از موروزوف رشوه گرفته بود، گفت دختر به صرع مبتلاست. بدین ترتیب، نه تنها آن دختر رد شد بلکه پدر عروس به اتهام مخفی کردن بیماری او به همراه تمام خانواده‌اش به تیومن تبعید شد.

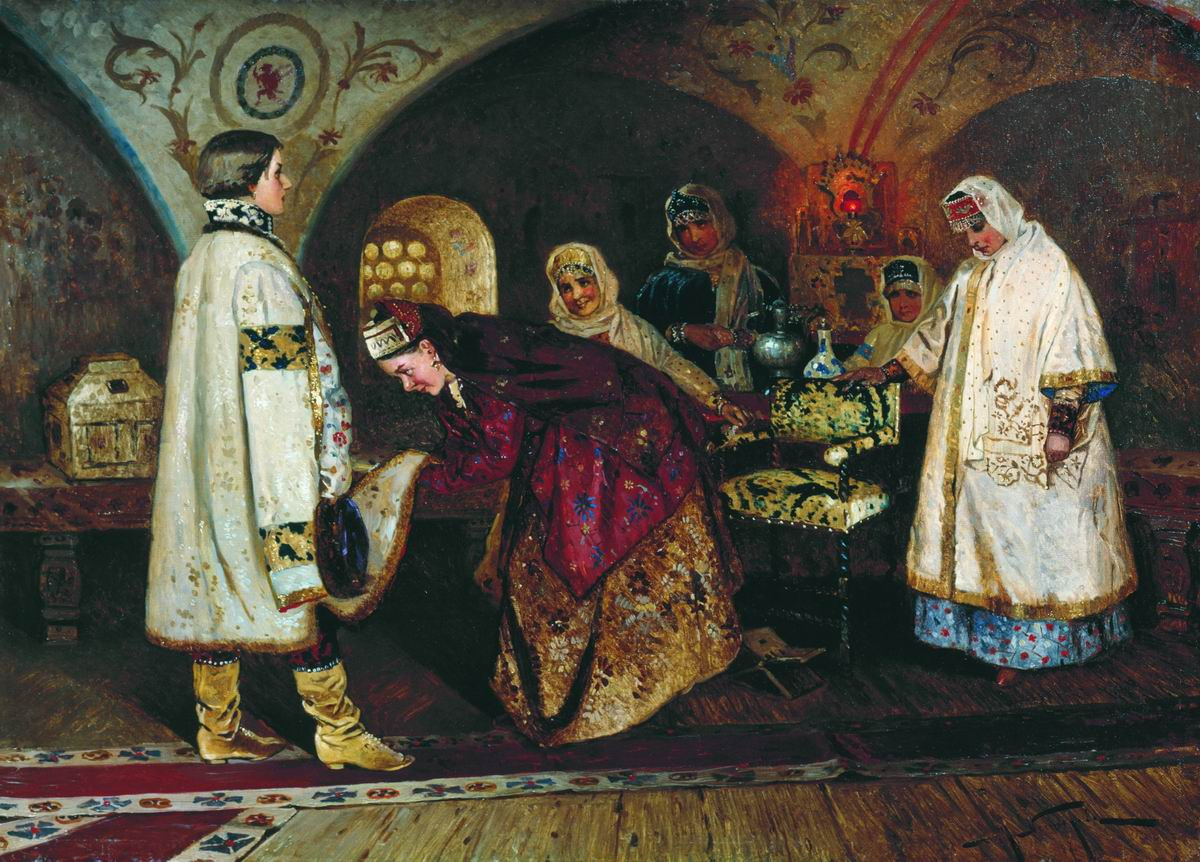
نگاره‌ای از اولین ملاقات تزار الکسی جوان با ماریا میلوسلاوسکایا اثر میخائیل نستروف در ۱۸۸۷م

سپس موروزوف دختر دیگری را به تزار الکسی معرفی کرد؛ یعنی ماریا دختر ایلیا میلوسلاوسکی. به روایتی تزار خودش اولین بار ماریا را در کلیسا دیده بود و دستور داد او را به قصر ببرند. در آنجا به آن دختر نگاه کرد و عاشقش شد و او را به خواهرانش سپرد تا زمان ازدواج فرا رسد. در آن زمان ماریا ۵ سال از الکسی بزرگ‌تر بود. موروزوف در ۲۶ ژانویه [سبک قدیمی: ۱۶ ژانویه] ۱۶۴۸ ازدواج تزار الکسی با ماریا میلوسلاوسکایا را ترتیب داد و ده روز بعد هم خودش با آنا، خواهر ماریا ازدواج کرد.
تزاریتسا ماریا با فعالیت‌های خیریه‌اش متمایز بود. او در در سال ۱۶۵۴، سرمایه‌ای را به ایجاد بیمارستان برای بیماران و معلولان در شهرها اختصاص داد. ماریا میلوسلاوسکایا در ۱۳ مارس [سبک قدیمی: ۳ مارس] ۱۶۶۹ در ولوکولامسک درگذشت. او پنج روز پس از زایمان بسیار سختی که در آن هشتمین دختر خود یعنی یودوکیا آلکسیونا را به دنیا آورد، در اثر تب زایمان جان سپرد. یودوکیا نیز فقط دو روز پس از مادرش زنده ماند و در ۱۰ مارس درگذشت. ماریا در صومعه صعود مسکو به خاک سپرده شد.
تا آن زمان، ۱۰ تن از ۱۳ فرزند او زنده بودند. اما سه ماه بعد تزارویچ سیمئون و چند ماه بعد، تزارویچ الکسی نیز درگذشت.

## فرزندان
الکسی و ماریا در ۲۱ سال زندگی مشترک خود، صاحب ۱۳ فرزند (پنج پسر و هشت دختر) شدند و ماریا تنها اندکی پس از سیزدهمین زایمانش درگذشت. چهار پسر او از کودکی جان سالم به در بردند (الکسی، فئودور، سمیون و ایوان)؛ اما در عرض شش ماه پس از مرگ او، دو تن از آنها هم درگذشتند. ازجمله تزارویچ الکسی که وارث ۱۵ سالهٔ تاج و تخت در نظر گرفته می‌شد.
نام و مشخصات فرزندان ماریا میلوسلاوسکایا به شرح زیر است:
- دیمیتری آلکسیوویچ (۱۶۴۸–۱۶۴۹): نخستین پسر ماریا و ولیعهد تزار الکسی بود که در نوزادی درگذشت.
- یودوکیا آلکسیونا (۱۶۵۰–۱۷۱۲)
- مارفا آلکسیونا (۱۶۵۲–۱۷۱۷)
- الکسی آلکسیوویچ (۱۶۵۴–۱۶۷۰): دومین پسر و ولیعهد تزار الکسی بود که در سن ۱۵ سالگی و بدون ازدواج درگذشت.
- آنا آلکسیونا (۲۳ ژانویه ۱۶۵۵–۸ مه ۱۶۵۹)
- سوفیا آلکسیونا (۱۶۵۷–۱۷۰۴): بزرگ‌ترین دختر ماریا بود که زنده ماند. او پس از شورش استرلتسی‌ها برادرانش ایوان و پتر را مشترکاً به تخت نشاند و خود به مدت ۷ سال از ۱۶۸۲ تا ۱۶۸۹، به نیابت از آنها به روسیه حکومت کرد. او هرگز ازدواج نکرد و بدون فرزندی در تبعید درگذشت.
- اکاترینا آلکسیونا (۱۶۵۸–۱۷۱۸)
- ماریا آلکسیونا (۱۶۶۰–۱۷۲۳)
- فیودور سوم (۱۶۶۱–۱۶۸۲): بزرگ‌ترین پسر ماریا که زنده ماند و جانشین تزار الکسی شد. او از سال تا ۱۶۸۲ حکومت کرد و بدون فرزندی درگذشت. مرگ او موجب ایجاد یک بحران جانشینی شد.
- فیودوسیا آلکسیونا (۱۶۶۲–۱۷۱۳)
- سیمیون آلکسیوویچ (۱۶۶۵–۱۶۶۹): چهارمین پسر ماریا که در نوزادی درگذشت.
- ایوان پنجم (۱۶۶۶–۱۶۹۶): دومین پسر ماریا که زنده ماند. او به همراه برادر ناتنی کوچک‌ترش پیتر به‌طور مشترک تزار شد. او همچنین پدر امپراتریس آنا بود که از سال ۱۷۳۰ تا ۱۷۴۰ بر امپراتوری روسیه حکومت کرد.
- یودوکیا آلکسیونا (۱۶۶۹–۱۶۶۹)

## نگارخانه

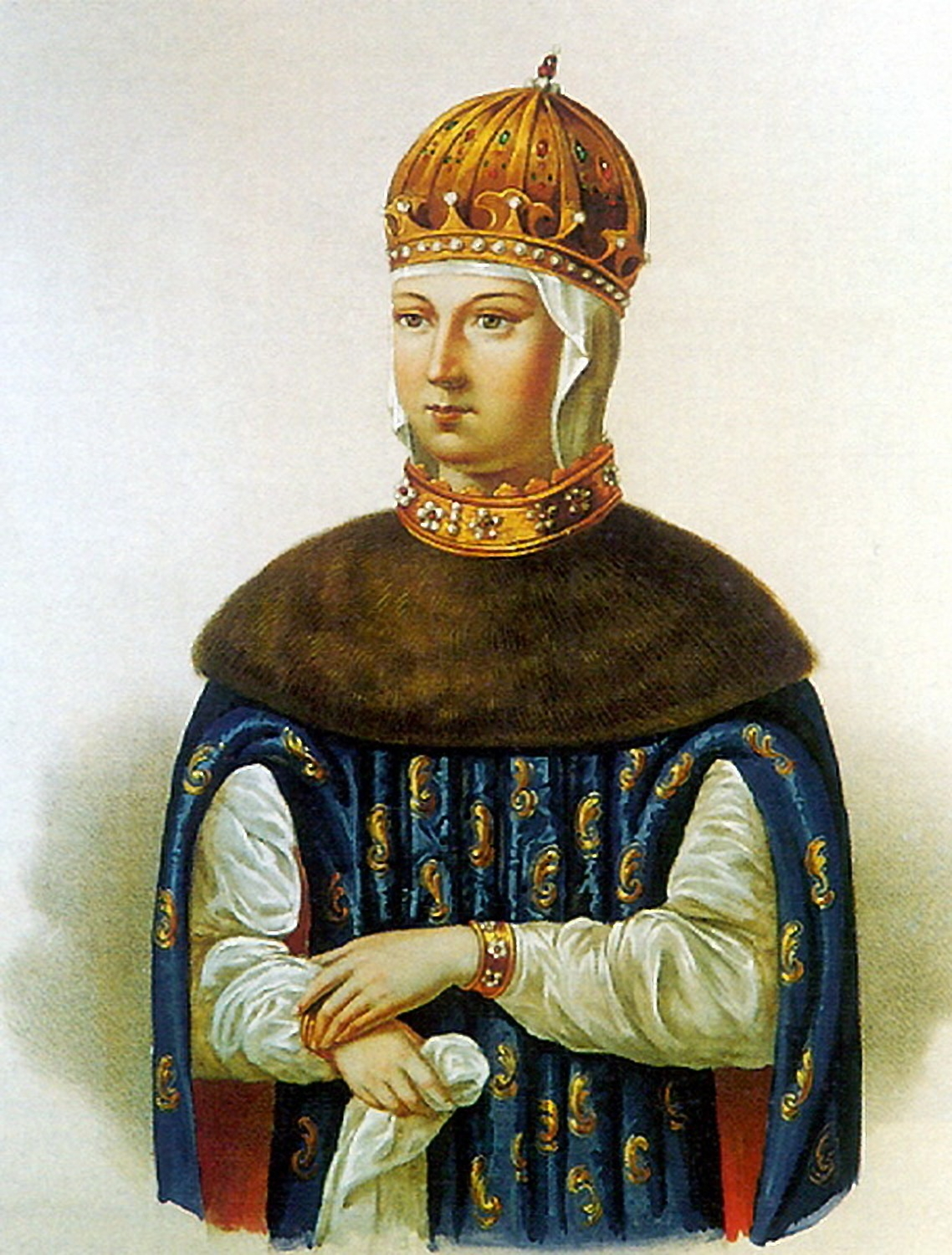
یک پرترهٔ مدرن از ماریا میلوسلاوسکایا
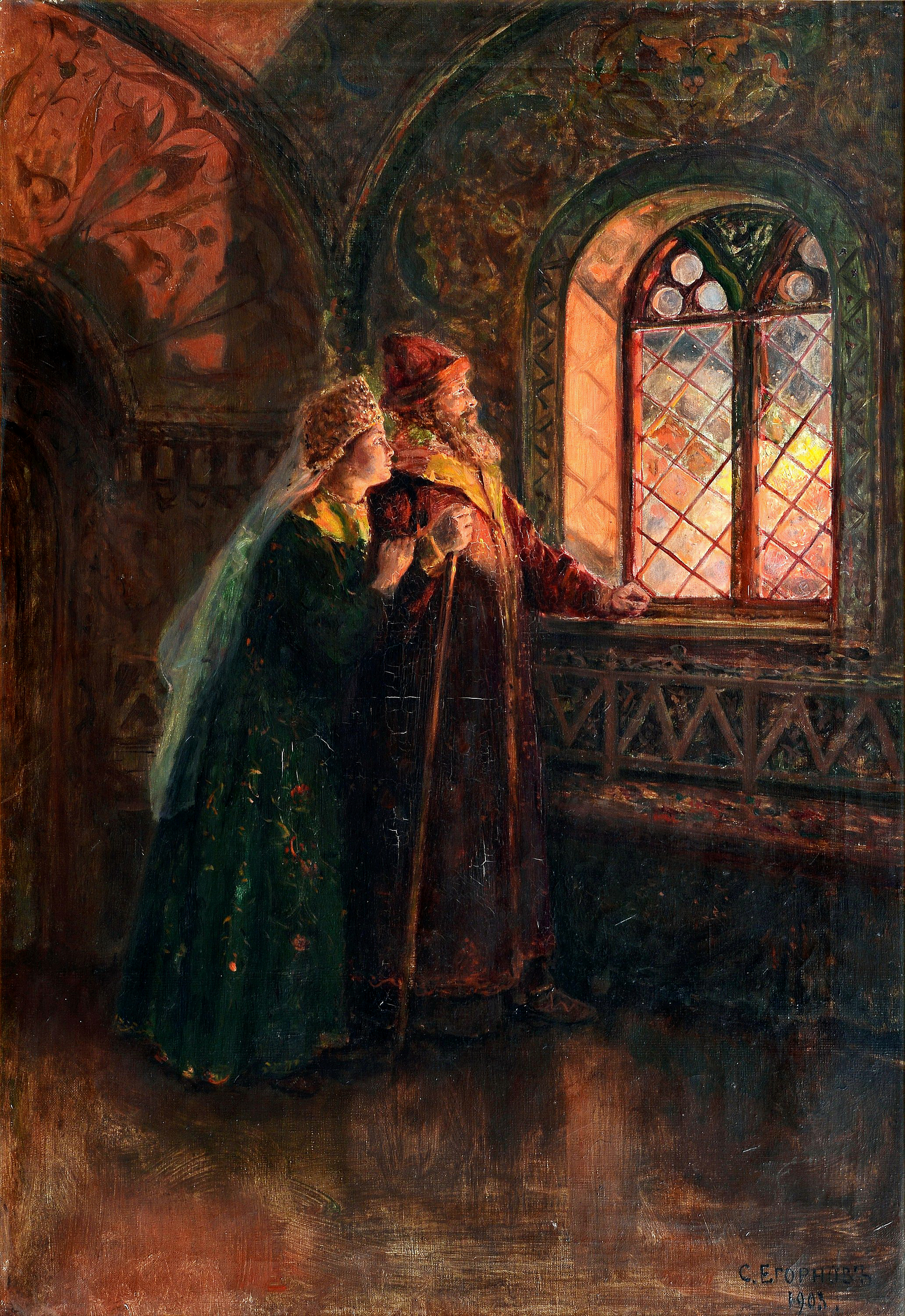
نگارهٔ «الکسی میخائیلوویچ و ماریا میلوسلاوسکایا در تماشای آتش‌سوزی مسکو» اثر سرگی ایگورنوف در ۱۹۰۳م
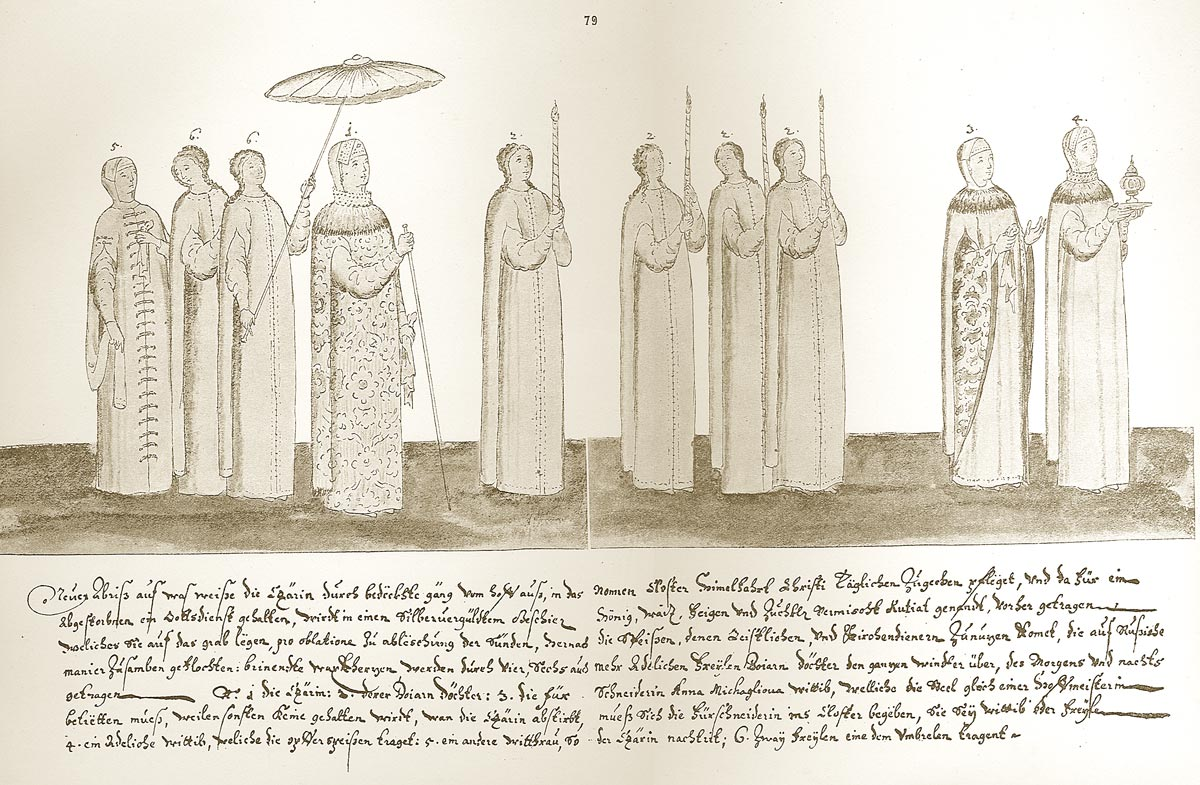
نگاره‌ای از ورود تشریفاتی ماریا میلوسلاوسکایا (زیر سایه‌بان) به کلیسا
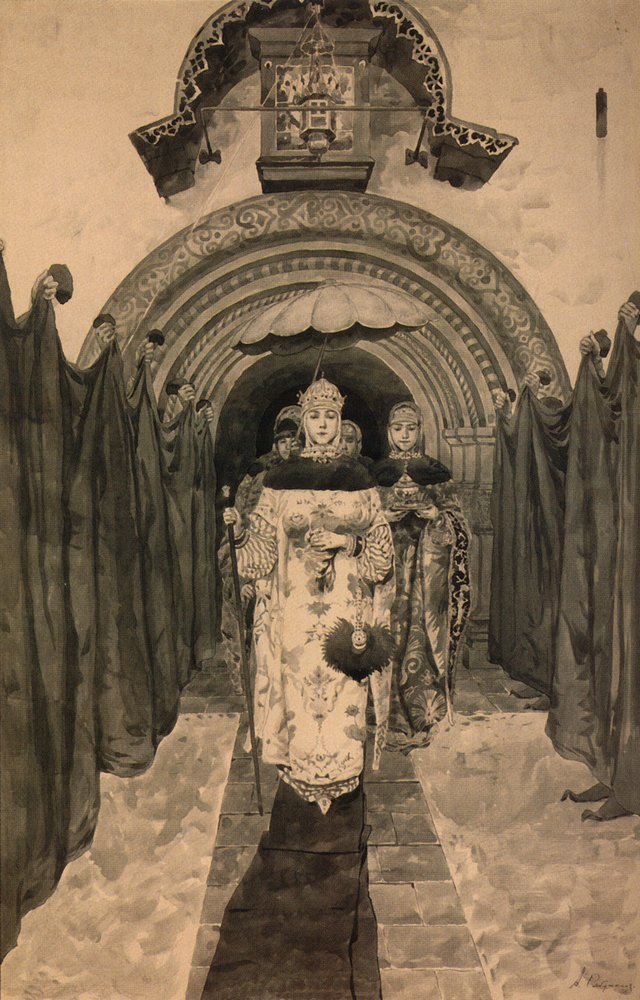
نگارهٔ «خروج تزاریتسا ماریا میلوسلاوسکایا از کلیسا» اثر آندری پتروویچ ریبوشکین در ۱۸۹۳م